# Camagüey
Camagüey, già Santa María del Puerto del Príncipe (o semplicemente Puerto Principe) con circa 300 000 abitanti, è la terza città cubana ed è il capoluogo dell'omonima provincia che si estende dal centro dell'isola verso oriente.

## Geografia fisica

### Territorio
Il nucleo originario si trovava sulla costa settentrionale presso la baia di Nuevitas, ma per difendersi dai pirati la città fu ricostruita ex novo nell'attuale sito, una piana compresa tra i fiumi Hatibonico e Tinima, affluenti del fiume San Pedro. Il nome lo si deve al cacicco Camagüebax, che esercitava la sua autorità sul territorio dove fu stabilita la nuova Santa María del Puerto de Príncipe.
Il territorio pianeggiante e fertile (llanuras) tipico della zona, ha da sempre facilitato le attività agricole, l'allevamento, così come i trasporti, più che in ogni altra parte di Cuba, facendone così una delle zone più ricche del Paese.

## Storia
Nel 1514, nelle immediate vicinanze della futura Camagüey, venne fondata Santa María del Puerto Príncipe, la cui popolazione fu trasferita nel 1528, per ragioni che permangono tuttora ignote, in quello che è l'attuale centro cittadino. La costruzione dell'abitato procedette speditamente e già attorno alla metà del XVI secolo si contavano alcune centinaia di famiglie residenti (o fuegos come venivano denominate all'epoca le unità familiari con fissa dimora).
La prosperità dei secoli passati è testimoniata anche dai tentativi di saccheggio di bande piratesche che osarono spingersi così all'interno per scovare beni da depredare. Di queste solo l'incursione del 1668 capitanata dal famoso Henry Morgan andò a segno, lasciando una devastazione che ha segnato la storia di questa città.
Tipici di Camagüey sono i tinajónes, grandi otri in terracotta introdotti dagli Spagnoli in epoca coloniale per conservare l'acqua e oggi diventati un simbolo della città e usati per adornare vie e piazze.

## Economia
L'allevamento dei bovini e la canna da zucchero sono ancor oggi le voci più importanti dell'economia camagueyana ma vanno ricordate anche le industrie alimentari, chimiche, della carta, di trasformazione dei metalli e di materiali da costruzione.

## Turismo
Oggi è sempre più importante la voce turismo legata soprattutto alle spiagge rinomate di Santa Lucia ed altre località balneari della costa settentrionale oggetto di villeggiatura del turismo internazionale anche grazie all'aeroporto internazionale di Camagüey.
La città ha interessanti monumenti e splendidi esempi di architettura coloniale nel suo centro storico che però solo recentissimamente vengono riscoperte e restaurate dopo un lungo degrado che le ha segnate profondamente.  Il comune ospita inoltre il parco urbano più grande in tutta Cuba, ovvero il Parque Casino Campestre.
Relativamente agli spazi naturali, numerosi sono i siti balneari che conservano la loro incontaminatezza come Cayo Cruz, un isolotto ricco di spiagge bianche e sabbia fina. Sono ugualmente degne di nota alcune zone pianeggianti caratterizzate da una grande varietá di palme di specie differenti come Sierra de Cubitas, ubicata a nord e Sierra de Najasa, localizzata a sud.

## Cultura
Camagüey ha fama di città colta e il suo teatro e il suo balletto sono secondi a Cuba solo a quelli dell'Avana.
La tradizione artigianale della località viene esibita durante due principali festività: la Fiesta de Barro y fuego (Festa dell’argilla e del fuoco), dove gli artigiani della città espongono le loro produzioni in argilla e la Fiesta de la Carcoma (Festa dei Tarli), nella quale vengono scolpiti dal vivo pezzi di legno. Le due celebrazioni si svolgono ogni due anni, alternandosi tra loro e hanno luogo nella Plaza de los Trabajadores (Piazza dei Lavoratori) nei primi giorni di maggio.

### Patrimonio dell'umanità
A partire dal 2008, il centro storico è inserito tra i patrimoni dell'umanità dell'UNESCO.
Questo riconoscimento è dovuto al fatto che Camagüey è uno dei primi sette villaggi fondati a Cuba dagli spagnoli. Il primo insediamento risale al 1528. Lo schema urbanistico cittadino è composto da tanti quadrati di diversa dimensione e strade strette. L'area iscritta tra i patrimoni dell'UNESCO copre 54 ettari. Gli edifici seguono numerosi stili architettonici: neoclassico, eclettica, Art déco, neocoloniale, oltre a vari esempi di Art Nouveau e razionalismo.

## Amministrazione

### Gemellaggi
- Fiorenzuola d'Arda